# C.J. Cherryh
Carolyn Janice Cherry, eller C.J. Cherryh, född 1 september 1942 i Saint Louis, är en amerikansk författare.

## Biografi
Cherryh, nu boende i Spokane i Washington, har sedan debuten 1970 kommit ut med sextio science fiction- och fantasy-romaner. 
Hennes namn uttalas som det engelska ordet "cherry" (körsbär). Hennes redaktör, Donald A. Wollheim, tyckte dock att Cherry lät som namnet på en författare av romantiska romaner, och lade därför till ett "h" i slutet.

## Priser och utmärkelser
- Romanerna Slutstrid (Downbelow Station) och Cyteen har båda belönats med Hugopriset.
- Hon har fått asteroiden 77185 Cherryh, som upptäcktes 2001, uppkallad efter sig.

### På svenska
- Världens skymning (originalets titel: Sunfall), Delta förlag (1984)
- Slutstrid (originalets titel: Downbelow Station), Delta förlag (1986)
- Svärdets ängel (originalets titel Angel with the Sword), Fantasy förlag (1987)